# Уміуджак
Уміуджак (англ. Umiujaq, інук. ᐅᒥᐅᔭᖅ, фр. Umiujaq) —  село у Канаді, у районі Нунавік регіону Північ Квебеку провінції Квебек, на східному березі Гудзонової затоки. Населення села становить 444 людини (2011 рік), понад 95 % якого складають ескімоси.    
Село є одним з 14 так званих північних сіл (офіційний статус) Квебеку.
У селі є аеропорт.    

## Назва
З ескімоської мови назва села Уміуджак (ескімоською вимовляється "Уміуйак") означає "подібний до уміака" ("уміак" - один з типів ескімоського човна).    Назва села пов'язана з пагорбом, біля якого розташоване село,  який за своєю формою нагадує перевернутий човен  Назву села пов'язують також зі схожісттю навколишніх пагорбів до хліба й, навіть, бороди. 

## Історія
Село було утворено 1986 року ескімосами з села Кууджуарапік, що на 160 км південніше від цього місця, які переселилися сюди після побудови біля їхнього села гідроелектростанції за масштабним проектом "Затока Джеймс" державної енергетичної компанії Hydro-Québec. Переселення ескімосів було викликано їхнім  бажанням зберегти якомога сильніше свій традиційний  спосіб життя та мати вільні від техногенного вливу людини тероторії для риболовлі й полювання. Домовленість про утворення нового поселення була досягнута з урядом ще у 1975 році і затверджена у Договорі про затоку Джеймс і Північний Квебек. 1982 року було проведено референдум, за яким частина мешканців села Кууджуарапік вирішила переселитися на нове місце, що невдовзі було обране після інтенсивних пошуків. 1984 року було розпочато будівництво села, яке завершилося 1986 року, офіційною датою заснування села є 20 грудня 1986 року. 

## Населення
Населення села Уміуджак за переписом 2011 року становить 444 людини і для нього характерним є зростання у період від переписів 2001 й 2006 років:
- 2001 рік — 348 осіб [6]
- 2006 рік — 390 осіб [6]
- 2011 рік — 444 особи [3]

Дані про національний склад населення, рідну мову й використання мов у селі Уміуджак, отримані під час перепису 2011 року, будуть оприлюднені 24 жовтня 2012 року. Перепис 2006 року дає такі дані:
- корінні жителі – 375 осіб,
- некорінні - 10 осіб.

| Мова                                          | Рідна мова | Рідна мова | Володіння офіційною мовою | Володіння офіційною мовою | Мова, якою найчастіше розмовляють вдома | Мова, якою найчастіше розмовляють вдома | Мова, якою найчастіше розмовляють на роботі | Мова, якою найчастіше розмовляють на роботі |
| Мова                                          | 2006       | 2011       | 2006                      | 2011                      | 2006                                    | 2011                                    | 2006                                        | 2011                                        |
| Англійська                                    | 10         |            | 220                       |                           | 0                                       |                                         | 40                                          |                                             |
| Французька                                    | 10         |            | 20                        |                           | 10                                      |                                         | 10                                          |                                             |
| Французька і англійська                       | 0          |            | 50                        |                           | 0                                       |                                         | 0                                           |                                             |
| Інша мова (мови)                              | 370        |            | -                         |                           | 370                                     |                                         | 110                                         |                                             |
| Не володіють ані англійською, ані французькою | -          | -          | 100                       |                           | -                                       | -                                       | -                                           | -                                           |